# Devinsko Novo Selo
| Devinsko Novo Selo  | Devinsko Novo Selo   |
| ------------------- | -------------------- |
| Devinsko Novo Selo  |                      |
| Grb                 | Karta                |
|                     |                      |
| Opći podaci         |                      |
| Kraj:               | Bratislavský         |
| Okrug:              | Bratislava IV        |
| Regija:             | Bratislava i okolica |
| Nadmorska visina:   | 172 m                |
| Površina:           | 24,3 km²             |
| Stanovništvo:       | 17 077 (2006.)       |
| Gustoća:            | 683 stan./km2        |
| Statistički kôd:    |                      |
| Registarska oznaka: | BA                   |
| Poštanski broj:     | 841 07, 841 08       |
| Pozivni broj:       | 02                   |
| Stranica:           | devinskanovaves.sk   |
| Načelnik:           | Dárius Krajčír       |

Devinsko Novo Selo (slovački: Devínska Nová Ves, njemački: Thebenneudorf, mađarski: Devényújfalu) je gradska četvrt u Bratislavi.

## Povijest
Ovo mjesto prvi put je spomenuto 1451. kao „Nová Ves”. Povećavanjem broja Hrvata koji su počeli se doseljavati od 17. stoljeća, naziv sela je promijenjen u „Chorvátska Nová Ves” (Hrvatsko Novo Selo). Godine 1848. selo je dobilo današnji naziv. Godine 1918. ovdje se odvila bitka između čehoslovačke i mađarske vojske u kojoj su pobijedile čehoslovačke snage. Krajem Drugog svjetskog rata njemačka vojska je zapalila selo. U vrijeme željezne zavjese mjesto je korišteno za bijeg u zapadnu Europu, jer se nalazi na granici s Austrijom. Dana 1. siječnja 1972. ovo mjesto je službeno postalo dio Bratislave. U 1970-ima i 1980-ima ovdje se počinje razvijati automobilska industrija (BAZ i Volkswagen) što je potaknulo stanogradnju.

## Zemljopis
Devinsko Novo Selo nalazi se 15 kilometara sjeverozapadno od središta Bratislave. Zapadnu granicu ovog mjesta čini rijeka Morava koja je i prirodna granica Slovačke s Austrijom.
Ovo mjesto dijeli se na:
- Devínske Jazero
- Kostolné
- Podhorské
- Paulinské
- Sídlisko Stred
- Vápenka

## Stanovništvo
Ovdje živi najveća zajednica Hrvata u Slovačkoj i tu se svake godine održava Festival hrvatske kulture (Festival chorvátskej kultúry).

## Kultura
1. svibnja 2006. u organizaciji Hrvatskog kulturnog saveza u Slovačkoj, Mjesnog ureda Bratislava-Devinsko Novo Selo, Slovačkog narodnog muzeja – Povijesnog muzeja, Muzeja hrvatske kulture u Slovačkoj te Veleposlanstva RH u Bratislavi održano je svečano otvorenje prve postave Muzeja hrvatske kulture, koje je popratila Slovačka televizija (STV) i mjesna televizijska postaja DNV.
U mjestu se održava i Hrvatski dan, u organizaciji Hrvatskoga kulturnog društva.

## Poznate osobe
- Šimon Knefac